# Francisco Rubén Berroa y Bernedo
Francisco Rubén Berroa y Bernedo nació en Omate (Moquegua) el 2 de abril de 1876. De presunto origen vasco.Fue un prelado, cuarto obispo de Huánuco, luego primer obispo de Ica.

## Infancia y juventud
Su padre fue Gregorio Berroa y Luna y su madre Brígida Bernedo y Caballero. En Arequipa, estudió en el colegio "San Vicente de Paul", fundado y dirigido por el padre lazarista francés Hipólito Duhamel C.M. En relación con sus estudios, recordaría lo siguiente:
"Estas enseñanzas del maestro, que como dictadas por un buen francés hicieron vibrar las más delicadas cuerdas del patriotismo, produjeron sus frutos en los territorios, donde la Patria vivía ausente y se hallaba arriada su bandera. Ya en vida del Padre Duhamel, algunos de sus discípulos sacerdotes, desempeñaron con honor y con aplauso del Perú, el delicado cargo del parroquiado, en las provincias de Tacna y Arica, durante el período más agudo de la chilenización de esas amadas provincias. De los nueve sacerdotes, que ejercieron su ministerio, defendiendo con denuedo los intereses religiosos y los derechos peruanos, seis salieron de las aulas vicentinas de Arequipa, que fueron Dr. J. Vitaliano Berroa, presbítero Juan G. Guevara, Benedicto Rosado, Jesús Del Carpio, José Félix Cáceres y Francisco Quiroz"

## Presbítero en Arequipa
El 23 de diciembre de 1899, a los 23 años de edad, fue ordenado presbítero. Alcanzó el grado de Doctor en Jurisprudencia por la Universidad Nacional de San Agustín, por la tesis "La población del Perú", que mereció 20 puntos de calificativo. 
El 11 de marzo de 1911 juró el cargo de abogado ante los Tribunales de la República. A la vez que ejercía su labor presbiteral, seguía sus estudios de jurisprudencia. 
Entre sus oficios, enseñó como profesor en el colegio "San Vicente de Paul" y el colegio "Ballón"; también, fue capellán de los hospitales de Arequipa y Mollendo, capellán del monasterio de Santa Rosa y del colegio de los Sagrados Corazones. También fue maestro de ceremonias de la catedral, confesor de religiosas, y fue cura de las parroquias de Chala y de Cayma; en la curia episcopal, fue promotor fiscal, examinador de ordenados, y miembro de varias comisiones canónicas.
En el cabildo metropolitano de Arequipa, fue, en 1911, Racionero, luego, en 1920, fue Maestrescuela. Se destacó por ser un elocuente orador sagrado, también en los desfiles cívicos.
Desde 1911 hasta 1920, durante casi 11 años, dirigió el diario El Deber, por designación del obispo Mariano Holguín Maldonado, O.F.M., diario conservador y católico, publicado en Arequipa, y distribuido por el sur del Perú. Bajo su dirección, el diario progresó, con amplia información nacional y extranjera y dotándolo de modernos implementos; la Corte Superior lo eligió para las publicaciones judiciales, y el Concejo Provincial otorgó al diario dos medallas de oro, la última, por el Centenario de la Independencia del Perú.

## Obispo de Huánuco
El 12 de agosto de 1922, en Lima, a los 46 años de edad, fue designado obispo diocesano de Huánuco, siendo el IV obispo en poseer la sede episcopal de Huánuco; luego tomaría posesión canónica por medio de un procurador ad hoc, el presbítero Luis B. Ortega, quien sería el Deán del Capítulo Diocesano, y nombrado en esa fecha, vicario general.
Posteriormente, al año siguiente, el 4 de marzo de 1923, fue ordenado obispo, en la catedral metropolitana de Lima, siendo el consagrante principal Giuseppe Petrelli, por entonces, arzobispo titular de Nisibis y nuncio apostólico para Perú, y como sus principales co-consagrantes Pedro Pablo Drinot y Piérola, SS.CC. por entonces, obispo titular de Basilinopolis y obispo emérito de Huánuco, el 21 de octubre de 1920, y José Santiago Irala, O.F.M., en ese entonces, obispo titular de Tingis y obispo emérito de Chachapoyas.
Al tomar el obispo posesión de su sede, respecto al seminario menor "San Teodoro", refrendo como rector a Leocadio Gamarra, luego, en el año 1923, nombró rector a Luis B. Ortega. Al respecto, desde 1911, por disposición de la asamblea general de obispos y la conformidad de la Santa Sede, los seminarios mayores se refundieron en uno solo, el Central, en Lima, ocasionando que el seminario solo pueda otorgar enseñanza preparatoria e instrucción media, por eso, y por la legislación del estado en ese entonces, el obispo decreto que el seminario menor impartiría 2 años de instrucción primaria, y 2 años de instrucción media, estando en lo sucesivo implantar cursos de filosofía y teología, abarcando las materias oficiales de los colegios nacionales, lengua de la iglesia, doctrina y dogmas, e idioma quechua; así mismo, que el seminario menor "San Antonio" de Jauja, tendría un tratamiento especial. El rector renunciaría el 6 de mayo de 1924, luego nombró al presbítero Noé M. Castillo, el 1 de febrero de 1926, quien renunciaría el 21 de enero de 1928; por entonces, el obispo tomó, añadido, el cargo de rector del seminario menor; luego, a partir del 28 de abril de 1930 nombró rector al presbítero J.M. Rozas Bermúdez. Posteriormente, en el cargo de rector, nombraría, a partir del 1 de abril de 1932, al presbítero Cristóbal Gornals, padre lazarista, ahora estando el seminario menor, bajo dirección de esta congregación, luego, se designaría al presbítero Emilio Huici, el 1 de marzo de 1934, nuevo rector.
En junio de 1923, reunió al clero en el convento de la Ocopa, para los ejercicios espirituales, dirigiendo a sus ministros las conferencias.

En 1923, realizó su primera visita pastoral, que duraría 5 años, en su jurisdicción, que abarcaría, en esos años, los departamentos de Junín y de Huancayo. Producto de esta, y de las otras visitas, sería el libro comentado líneas posteriores. Por sus visitas, describiría la realidad de cada valle y localidad y de sus pobladores, siendo interesante su apreciación religiosa de cada una de estas, como se apreciaría en su libro, por ejemplo, en la siguiente cita:, 
"(...) En Carhuacallanga pueblo notable por su acendrada piedad, contemplé una escena tierna y grandiosa. Era un primer viernes de mes, gran parte del pueblo se acercó a la mesa eucarística, entre ellos toda una familia numerosa; el acto religioso revistió gran solemnidad. A la puerta del vetusto templo aguardaban los parientes de aquellos que tenían la dicha de recibir el pan de los fuertes, para enseguida conducirlos triunfalmente a sus respectivas casas, en medio de una lluvia copiosa de flores y cánticos al Señor. Era curioso ver salir del templo a aquella familia que comulgó pues no tenían parientes quienes los condujesen como a los demás, tan solo un pequeñín, de 5 a 6 años, que marchaba delante de ellos envuelto en un gracioso ponchito, y con sus ennoblecidas manitas esparcía por el suelo, flores escasas por cierto, al par que con su voz angelical cantaba como mejor podía el ‘Kanmi Dios canqui, yúrak Hostia santa’. Esta comitiva por fin penetra en su pequeña casa, limpia y modestamente engalanada con flores blancas, donde pasa el día entregada totalmente a la oración ya entonando cánticos de amor, ya recitando plegarias fervorosas, todos en su idioma quechua. La humilde choza del indio se ha convertido en un templo, que tiene por sagrario el pecho de cada uno de sus moradores; cuantos corazones tantos sagrarios vivos. ¡He aquí, señores, cómo el hogar del indígena se ha convertido en un verdadero cielo! ¡Oh! ¡Cuántas oraciones mezcladas con lágrimas de contrición se elevan hasta el Trono del Altísimo! ¡Oh! ¡Cuán grandes y hermosas almas se ocultan bajo los harapos del pobres! (...)"
Consagró a su diócesis al Sagrado Corazón de Jesús, y trajo su imagen para la catedral. Proclamó rey de Huánuco al Señor de Burgos, estableció a las Hijas de Santa Ana en el Hospital, y a las Madres Misioneras Salesianas. Gestionó el regreso de los franciscanos a Huánuco. Presidió, durante 4 años la Junta Departamental de la Raza Indígena, junto con Eduardo Showing, Juan Manuel Robles, Santiago Debarbieri, Eduardo Dyer y Teodoro Alomía; y modificó la cripta de la catedral. Fue presidente  de la Junta de Vigilancia del Hospital Fausto Figueroa.  
En 1924,  publicaría el libro Apuntes para la historia de Huánuco, lo que sería, al parecer, el antecedente de su posterior proyecto bibliográfico más reconocido, comentado en líneas posteriores. 
El 4 de junio de 1924 preparó la regla consueta de la catedral. Como alto prelado, fundó, en 1925, el semanario La Sociedad. 
En mayo de 1925 realizó, junto con los otros obispos del Perú, la visita ad limina al papa Pio XI.  
El 7 de febrero de 1926, sería el principal co-consagrante de Francisco Miguel Irazola y Galarza, O.F.M., quien venía ejerciendo como vicario apostólico de Ucayali.
Desde el 5 hasta el 10 de junio de 1927 reunió el I Sínodo Diocesano de Huánuco, con la cooperación del cabildo, vicarios foráneos, y representantes de las parroquias y casas religiosas, emitiéndose, producto de ello, las constituciones sinodales, consagrándose la diócesis y la catedral al Sagrado Corazón de Jesús, y con este motivo, monseñor Berroa trajo la imagen y arreglo de su altar, con un marco de madera y vidrio, ubicado en la nave derecha de la catedral. Así también, el cabildo trajo ornamentación nueva. Ese mismo año, el 30 de agosto, formaría parte del VIII Concilio Provincial Límense, presidido por el arzobispo Emilio Lissón. Ese mismo año, también, la iglesia catedral tuvo una nueva reparación, con pavimento de mosaico, cambiando, a lo quera, el presbiterio y la cripta.
El 28 de octubre de 1929 fundó la parroquia de La Unión, e inició la reconstrucción del templo San Cristóbal y de la Iglesia de Santo Domingo.
El 24 de junio de 1932, la corte falló contra la Sociedad de Beneficencia de Jauja, que aducía derechos sobre los bienes de la parroquia de esa ciudad. En ese mismo año, empezaría su segundo visita pastoral.
Durante su episcopado, frecuentemente publicaba Cartas e Instrucciones Pastorales, la más resaltante sería, la publicada el 4 de junio de 1933, llamada Derechos y Prerrogativas de la Iglesia, reproducido en el diario El Amigo del Clero de Lima y otros diarios católicos.Así también, respecto al Seminario, lo puso bajo la dirección de los sacerdotes lazaristas. 
En 1934, publicaría, a través de la tipografía "El Seminario", el libro Monografía Eclesiástica de la Diócesis de Huánuco y Junín, respecto a la historia eclesiástica de Junín y de Huánuco, como también de la historia de ambas ciudades y provincias, desde tiempos del virreinato hasta la fecha de entonces, con el objetivo de contribuir a la historia eclesiástica peruana. El libro, estaría dedicado, entre sus padres, a Vitaliano Berroa, quien en aquel entonces se desempeñaba como Canónigo Tesorero de la Basílica Metropolitana de Lima, también Camarero Secreto de Su Santidad, y Secretario Canciller del Administrador Apostólico de Lima, por entonces, más recordado por ser el ex-vicario de Arica, uno de los sacerdotes expulsados de Tacna y Arica, en el contexto histórico posterior de la Guerra del Pacífico, en la ocupación chilena de Tacna. 

Al respecto, su libro comenta los estudios de historia hasta esa fecha desarrollados, como dice a continuación:
"Lo que salta a primera vista es que en América, o mejor, en el Perú, han existido diversas civilizaciones;  lo que prueba también que los pueblos han tenido formación distinta. recorriendo el suelo peruano, se nota que hubo progreso vario, en cada una de las tres regiones: cisandina, andina y transandina. En unos lugares vivían en completa barbarie; y en otros, se ve que hubo organización y cultura, y que estaban gobernados por castas sacerdotales y por guerreros, como estuvieran gobernados los pueblos del Antiguo Testamento."
El libro comentado, que sirvió de referencia al historiador José Vara Llanos, quien escribió el libro "Historia de Huánuco", fue reeditado luego de 75 años de su primera publicación, a instancias del X obispo de Huánuco, Jaime Rodríguez Salazar, M.C.C.I. 
El 8 de septiembre de 1935, sería el principal co-consagrante de Felipe Santiago Hermosa y Sarmiento, quien fue designado, el 13 de junio de 1935, como obispo de Cuzco.
Participó de varios congresos religiosos nacionales e internacionales, entre ellos, en Lima, del 23 al 27 de octubre de 1935, en el I Congreso Eucarístico Nacional, luego, en Arequipa, en el II Congreso Eucarístico Nacional. 
El 16 de agosto de 1936, sería el principal co-consagrante de Atanasio Celestino Jáuregui y Goiri, C.P., quien fue designado como obispo titular de Mossyna y vicario apostólico de San Gabriel de la Dolorosa de Marañón, quien también, desde 1921, se venía desempeñando como prefecto de la jurisdicción con igual denominación. Ese mismo día, también sería el principal co-consagrante de Francesco Solano Muente y Campos, O.F.M., quien fue designado, el 30 de mayo de 1936, como obispo de Ayacucho (Huamanga).

## Obispo de Ica
El 24 de noviembre de 1946 fue designado obispo diocesano de Ica, iglesia recién establecida, por lo que se desenvolvió como el primer obispo de Ica.
Desde diciembre de 1947, por el esfuerzo y la piedad del obispo Francisco Berroa y Bernedo y de los devotos, se inició los trabajos del actual santuario Nuestra Señora de Yauca, terminándose de construir en febrero de 1951. Esta advocación mariana, vigente durante tres siglos, de profunda costumbre entre los iqueños, es una de las más importantes devociones en Ica.
En sus bodas de plata episcopales, recibió una carta congratulatoria del papa Pio XII.
El 24 de septiembre de 1957, erigió la parroquia "Nuestra Señora de Fátima", en Chicha Alta, a través de un Decreto, a instancias de los oblatos de María Inmaculada.
El 11 de julio de 1958, en Ica, a la edad de 82 años, falleció. Después de su muerte, la dirección de la diócesis sería ejercida por Juan Landázuri Ricketts, como administrador apostólico, quien, después de algunos años, sería designado arzobispo metropolitano de Lima, y uno de los más eminentes prelados sudamericanos.

## Legado
Como lector de historia, en 1924 publicó su libro Apuntes para la historia de Huánuco, y en 1934 publicó su libro Monografía Eclesiástica de la Diócesis de Huánuco y Junín, que sería una clave en la historia de Huánuco: como estudioso, también contribuyó al historiador Guillermo Lohmann Villena en su libro Amarilis indiana: identificación y semblanza, de 1993, al retomar la propuesta del prelado, de 1939, para su publicación.
En Ica, se ubica una casa de retiros denominada "Monseñor Francisco Rubén Berroa y Bernedo", que sirve de ambiente y hospedaje para los retiristas religiosos.